# إكليبس (يخت)
إكليبس  (بالإنجليزية: Eclipse)‏ هو يخت فاخر صنعته شركة بلوم + فوس في هامبورغ في ألمانيا.تم تسليم اليخت لرجل الأعمال الروسي رومان أبراموفيتش في 9 ديسمبر 2010.